# 데릭 필립스
데릭 필립스(Derek Phillips, 1976년 4월 18일 ~ )는 미국의 배우이다.
플로리다주 마이애미에서 태어났다.

## 출연 작품
- 블러드 오브 제우스 (2020년)[1][2][3]
- 더 조거 (2013년)
- 리츄얼 (2013년)
- 42 (2013년)
- 인사이드 (2012년)
- 비트레이드 앳 17 (2011년)
- Son of Morning (2011) - 스카일러 역
- 세럼 (2006년) - 에디 역

### 텔레비전
- 프라이빗 프랙티스 (2007년)
- 프라이데이 나잇 라이츠 (2006년)[4][5]
- 가딩 라이트 (1952년)